# Félines-sur-Rimandoule
Félines-sur-Rimandoule är en kommun i departementet Drôme i regionen Auvergne-Rhône-Alpes i sydöstra Frankrike. Kommunen ligger i kantonen Bourdeaux som tillhör arrondissementet Die. År 2022 hade Félines-sur-Rimandoule 84 invånare.

## Befolkningsutveckling
Antalet invånare i kommunen Félines-sur-Rimandoule
Referens:INSEE